# Ligny-Saint-Flochel

Ligny-Saint-Flochel este o comună în departamentul Pas-de-Calais, Franța. În 1 ianuarie 2022 avea o populație de 238 de locuitori.